# コードバン

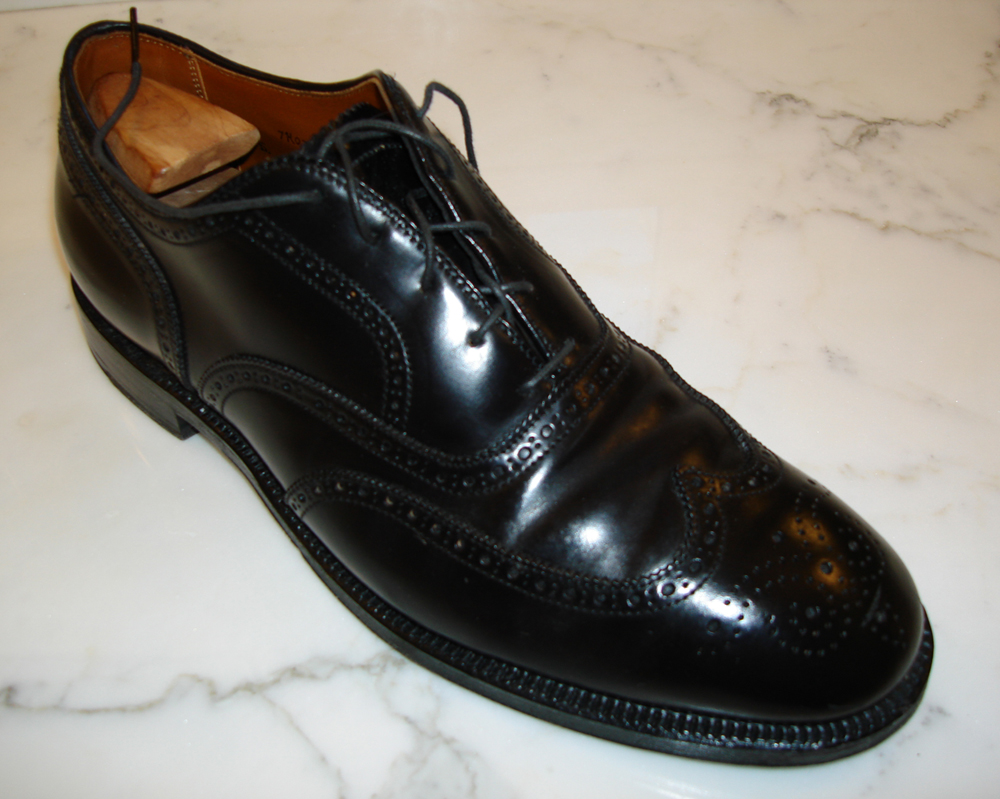
コードバンを使用したドレスシューズ（フルブローグ）

コードバン（cordovan）は、農耕用馬の臀部から採れる皮革。主に革靴や鞄、財布などに使用され、昨今では小物用素材としても普及している。臀部以外の比較的柔らかい部分は靴の内革に多く使用される。

## 由来
通説ではイスラム期スペインのコルドバ地方特産の高級なめし山羊革（コードバン cordovan）に似ていることから、同じくコードバン又はコルドバ革と呼ばれるようになったと言われている。しかし、その起源は未だ謎のままであり、文献も見つかっていない。また、アルゼンチンにもコルドバ地方は存在しており、馬革のコードバンがスペインからきているのか、アルゼンチンから来ているのかは不明。また、どちらのコルドバもスペイン語（両者の現地語）における綴りは「Córdoba」であるが、前者はイタリア語では「Cordova」となる。

## 希少性
1頭から採れるコードバンの量はごくわずかであり、またポニー等の通常知られる馬からは製品に適さないほどの量しか採れず、ヨーロッパ地方で食肉用としてごく少数生産されている農耕馬とラバの尻の部分とサラブレッドとシマウマから採ることができるが、主に食用農耕馬の副産物として生産される。農耕馬自体は年々生産量が低下しており、入手困難な素材になると言われ続け価格も上昇を続けている。その希少性と質の高さにより動物皮革の中では特に高級品である。シマウマとサラブレッドのコードバン層は尻だけでなく肩あたりまで広範囲に存在するが産業化されていない。
コードバンを使用した製品として有名なランドセルも、現在ではそのほとんどがコードバンに似せた牛革か、合成皮革である。

## 特徴

### 構造
従来の革が「床」と呼ばれるベースの上に「銀面」と呼ばれる表革が張付いている2層構造なのに対し、コードバンは「床」であるコードバン層のみを使用する単層構造である。
コードバン層
一般的な皮革はコラーゲン繊維が絡み合いながら横に走っているのに対し、コードバンはコラーゲン繊維が整然と縦に並んでいる。コードバン層はこのコラーゲン繊維の断面が表面組織となっているため、綿密である。

### 質感
整然と並んだキメの細かな繊維がむき出しとなった状態であるため、非常になめらかでしっとりとした質感が特徴である。また、毛穴がなく表面がツルっとしていて凸凹がない。

### 品質・耐久性
2層構造で出来ている一般的な革は、手入れを怠れば長期間使用するにしたがってだんだんと表皮である銀面が歪んでくる。そのため、床と銀面の間に隙間が生じ、「浮き」と呼ばれる現象が起きる事もある。
コードバンは単層構造のため、「浮き」の現象が起きない。その一方繊維が縦に並んでおり銀面を削り取っている為に引っ張り強度は牛革の半分以下と低く、なめしにもよるが部位が悪ければ負荷の方向によっては簡単に裂ける。
近年ではコードバンの強度のなさを補うために銀面は完全に残し2層構造のまま裏側のみをコードバンとして製品化する。その場合は牛革の1.5倍ほどの強度の革となるが、その代わりに厚みが厚くなる。
水分が付着するとグレージング加工により寝かしつけて光沢を出している繊維が立ち上がり光沢が無くなり盛り上がった状態になる場合もある。屈曲部も同様に寝かしつけている繊維が起き上がり光沢がなくなりやすい。
なお、光沢がなくなった部分にクリームを塗布し、表面を傷つけないように丸い形状の棒などで線維を寝かしつければ光沢は復活するが、クリームを塗りすぎると寝かした繊維が起き上がり光沢が消えるので注意。
もし塗りすぎて光沢が消えた場合、しばらく放置後に再度寝かしつけるか、専門店に相談を。
ちなみに寝かしつける為の靴用製品としてオイルに浸した鹿の脛の骨や、水牛の角で出来たアビィレザースティックという製品などが販売されている。
またマッサージなどで使用する水牛の角で出来た「かっさ棒」を使用する方法もある。
更に普通の革は傷を無くすことは不可能だが、コードバンの場合浅い傷ならば完全に見えなくすることが可能で、常に新品のような艶を保てるのが、コートバンの特徴である。

## 通称
従来の皮革との質、希少性の違い、またその独特な採取方法から様々な通称が存在する。
革の宝石
臀部の分厚い革に守られた厚さ2mm程度のコードバン繊維を、丁寧に表と裏から削り出す採取方法が宝石採掘のようであるとして、革の宝石と呼ばれている。
革のダイヤモンド
上記のような採取方法に加え、その独特の硬質な素材感から、高い硬度を持った希少価値の高い宝石であるダイヤモンドに喩えられている。
幻の革
どのようにして発見され、素材として使用されるに至ったかその起源についても謎のままであり、特異な質を持った革であること、更に入手困難であることから幻の革と称される。